# Touch! eco 2008 ECOウィークスペシャル
Touch! eco 2008 ECOウィークスペシャル（タッチ!エコ2008 エコウィークスペシャル）は、日本テレビ系列で、2008年6月2日 - 6月8日に環境問題を取り上げた企画を中心としたキャンペーンである。

## 概要
- 下記の番組は期間中いずれも、環境問題をテーマにして取り上げた企画やコーナーを展開。
- 番組冒頭に「Touch! eco 2008 日テレECOウィークスペシャル」と銘打っている。（ジングルナレーターは蛯原哲アナウンサー）

## 実施番組

### 6月2日 - 6日
- Oha!4 NEWS LIVE
- ズームイン!!SUPER
- スッキリ!!
- おもいッきりイイ!!テレビ
- アナ☆パラ
- NNN Newsリアルタイム
- NEWS ZERO

### 6月2日
- 中田英寿 僕が見た、この地球。〜旅、ときどきサッカー〜

### 6月3日
- 踊る!さんま御殿!!
- THE M
- おせん

### 6月4日
- 1億人の大質問!?笑ってコラえて!
- 日本史サスペンス劇場
- ザ!世界仰天ニュース
- ホカベン

### 6月5日
- モクスペ『スーパーエコロジスト発掘エンターテインメント 世界のエコ・ファイター!』
- 秘密のケンミンSHOW

### 6月6日
- ぐるぐるナインティナイン
- 太田光の私が総理大臣になったら…秘書田中。
- 金曜ロードショー『風の谷のナウシカ』

### 6月7日
- ズームイン!!サタデー
- ウェークアップ!ぷらす
- +1 FOOTBALL MATCH
- 天才!志村どうぶつ園
- 世界一受けたい授業
- ごくせん

### 6月8日
- Touch! eco 2008 明日のために…55の挑戦?スペシャル
  - 系列外の沖縄テレビでも、通常の「いつみても波瀾万丈」枠を同時ネットしていた関係でその時間のみ同時ネットされた。
  - 読売テレビなどでは一旦中断され『たかじんのそこまで言って委員会』が放送されたが、番組終了後当キャンペーンのジングルが流れた。ちなみに当日、同番組ではエコをテーマにした企画はされておらず、また同番組では番組自身の方針としてからか、当キャンペーンに限らず、基本的に局や系列全体で行う各種キャンペーン・イベントなどへの参加・宣伝するなどといった形で関与することは皆無である。
- 実施番組には含まれていないが『行列のできる法律相談所』の中でもエコをテーマにした企画が放送された。
- さらに『中井正広のブラックバラエティ』ではこの当キャンペーンをもじった「Touch! ネco」を放送した。企画内容はタイトルからも分かるように「猫」をテーマにしたもので、エコには全く関係はなかった。ちなみに同番組の総合演出の村上和彦は上記の特番の総合演出でもある。

## 関連事項
- 日テレ系ecoウィーク